# Folke Tenelius
Folke Viktor Tenelius, född 16 februari 1894 i Rogberga församling, Jönköpings län, död 1969, var en svensk ingenjör. 
Tenelius, som var son till byggmästare Johan Jansson och Emma Lind, utexaminerades från Chalmers tekniska institut 1916. Han var anställd vid AB Kväveindustri i Bohus 1916, Ebbes bruk i Huskvarna 1917–1918, AB Damm- och spånledningar i Malmö 1918–1919, Asea i Västerås 1920–1925, STAL i Finspång 1926–1927, Svenska Fläktfabriken i Stockholm 1928–1931, i Göteborg 1932–1947, var konsulterande ingenjör huvudkontoret 1948–1953, speciallärare vid Chalmers tekniska högskola 1945–1953 och professor i fläktanläggnings- och luftbehandlingsteknik där 1953–1960. Han skrev artiklar i fackpress om bland annat ventilationsproblem.